# Grupo E (FIA)
Grupo E é uma designação atribuída pela Federação Internacional do Automóvel (FIA) no seu International Sporting Code (ISC) para automóveis específicos para competição, incluindo a categoria fórmula.
O Grupo E foi mencionado pela primeira vez no ICS, em seu apêndice J, em 1990.

## Categorias
O Grupo E se subdivide em quatro categorias:
- Categoria I: Veículos da Categoria I precisam cumprir os requisitos de homologação do Grupo N, Grupo A ou Grupo R, ter ao menos quatro assentos e sua estrutura original precisa se manter identificável a todo momento;[2]
- Categoria II-SH: Veículos do tipo "Silhouette" (carros com a aparência de carros de produção em massa de quatro lugares);
- Categoria II-SC: Veículos do tipo "Sports cars" (carros de competição de dois lugares, abertos ou fechados, construídos especificamente para competição);
- Categoria II-SS: Veículos do tipo "Single-seater" (carros para competição em pistas, de um só lugar do tipo "fórmula internacional" ou "fórmula livre").

## Ligações Externas
- FIA - ISC - 2014 (em inglês)